# ويذأوت يو
ويذأوت يو (without you) هي أغنية الدي جي السويدي أفيتشي ومن تأدية صوتية للمغني ساندرو كافازا، تعتبر الأغنية الرئيسية من ألبوم أفيتشي (01).

## المراكز
| التصنيفات (2017)                 | المركز |
| -------------------------------- | ------ |
| Austria (Ö3 Austria Top 40)      | 55     |
| Belgium (Ultratop Flanders)      | 81     |
| Belgium (Ultratop Wallonia)      | 94     |
| Germany (Official German Charts) | 90     |
| Hungary (Rádiós Top 40)          | 63     |
| Hungary (Stream Top 40)          | 39     |
| Poland (ZPAV)                    | 74     |
| Sweden (Sverigetopplistan)       | 18     |